# Nipsey Hussle

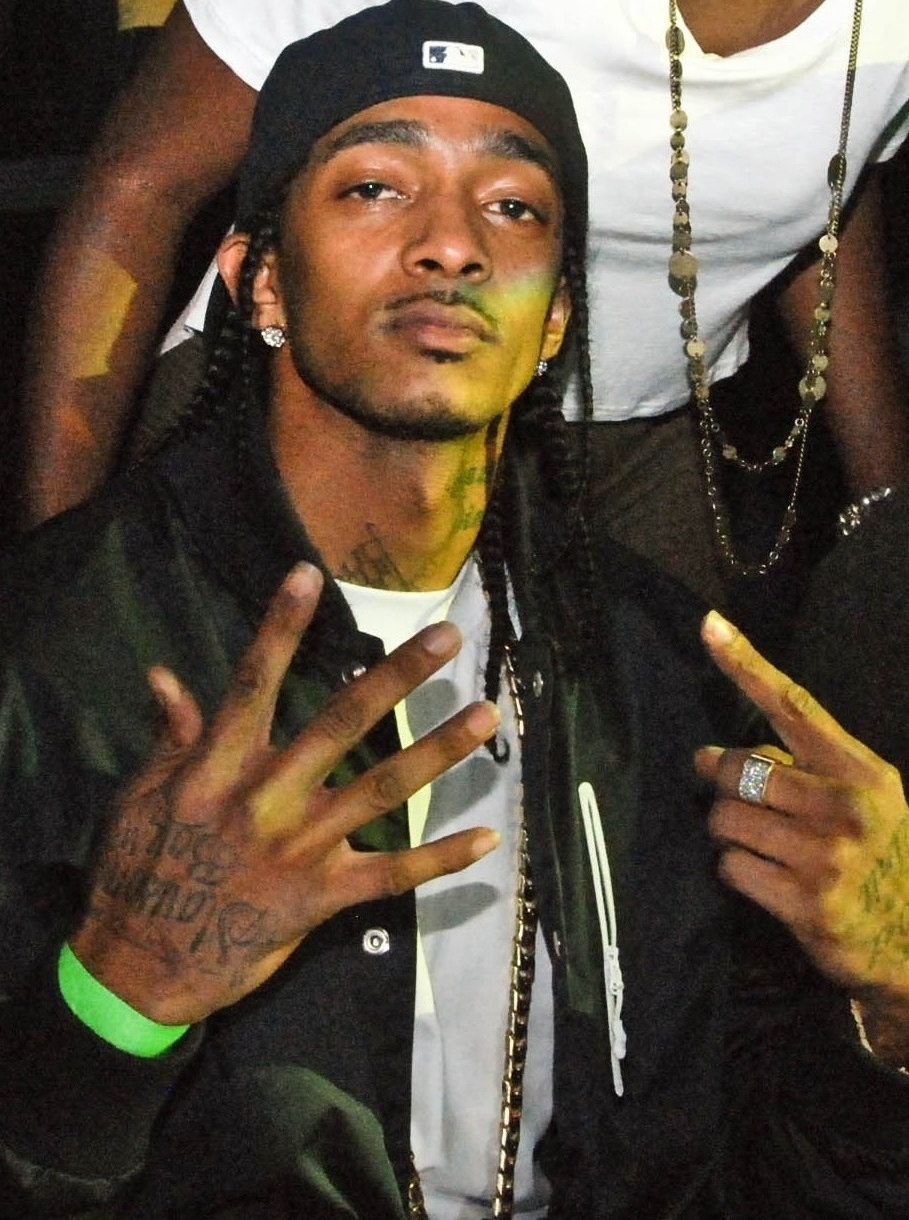
Nipsey Hussle (2011)

Nipsey Hussle, a.k.a Missle Hussle,  (* 15. August 1985 in Los Angeles, Kalifornien; † 31. März 2019 ebenda; eigentlich Ermias Joseph Asghedom) war ein US-amerikanischer Rapper. Er gehörte der Westcoast-Hip-Hop-Szene ab Mitte der 2000er Jahre an und veröffentlichte zahlreiche Mixtapes sowie 2018 das erfolgreiche Album Victory Lap, für das er eine Grammy-Nominierung erhielt. Er wurde am 31. März 2019 vor seinem Bekleidungsgeschäft Marathon Clothing in Los Angeles erschossen.

## Leben
Ermias Asghedom wuchs in Crenshaw, South Los Angeles, bei seiner alleinerziehenden Mutter auf. Sein Vater stammte aus Eritrea. Als Jugendlicher trat er den Rollin 60’s Neighborhood Crips bei. Sein Pseudonym Nipsey Hussle, oft als Nipsey Hu$$le stilisiert, ist ein Wortspiel mit dem Namen des Entertainers Nipsey Russell und stammt aus seinen Jugendjahren.
2005 erschien sein erstes Mixtape Slauson Boy Volume 1. Den Namen wählte er auch für sein Independent-Label. 2008 unterschrieb er bei der Cinematic Music Group und Epic Records. Es folgten 2008 Bullets Ain’t Got No Name Vol. 1 und 2 sowie 2009 Vol. 3, die seinen Ruf in der Szene zementierten. So kollaborierte er mit Drake auf dem Track Killer und auf Upside Down von Snoop Dogg. Seine eigene Debütsingle Hussle in the House erschien 2009.
2010 war er Teil von Artists for Haiti und auf der Benefizsingle We Are the World 25 for Haiti zu hören.
Das bekannte US-Hip-Hop-Magazin XXL wählte ihn zu einem der zehn Freshmen der April-Ausgabe 2010 und nannten ihn den vielversprechendsten Newcomer der zehn ausgewählten Künstler. Weitere Rapper waren Freddie Gibbs, Wiz Khalifa, Big Sean und J. Cole. Auch LA Weekly war von ihm überzeugt und handelte ihn als das nächste große Ding aus LA. Sein Debütalbum South Central State of Mind war bereits für den 21. Dezember 2010 angekündigt. Als erste Single erschien Feelin’ Myself mit einem Featuring von Lloyd. Das Album sollte außerdem Gastbeiträge von Trey Songz, Jay Rock und Sean Kingston enthalten. Als weiterer Appetizer veröffentlichte Nipsey Hussle das Mixtape Red and Blue Make Green mit Jay Rock. Doch die Pläne scheiterten. Nipsey Hussle überwarf sich mit Epic Records, die ihn im Herbst 2010 aus dem Vertrag entließen.
Nipsey Hussle gründete daraufhin das Label All Money In und veröffentlichte die Mixtape-Serie Marathon. 2012 machten Gerüchte die Runde, dass er auf Rick Ross’ Label Maybach Music Group (MMG) seine neue Heimat gefunden habe. Seine Single Proud of That mit Ross beflügelte die Gerüchte zusätzlich. Außerdem war er Gaststar auf MMGs Album Self Made Vol. 2 (2012). Sein Kollabo-Mixtape Raw, veröffentlicht zusammen mit Blanco über Guerilla Entertainment, enthielt ebenfalls Featurings von Künstlern auf dem MMG-Umfeld. Letztlich blieb es aber nur bei Ankündigungen. Auf seinem eigenen Label erschien 2013 das Mixtape Crenshaw, das ein riesiger Erfolg wurde. Das Featurings von Rick Ross, Dom Kennedy, Slim Thug, James Fauntleroy II, Z-Ro, Skeme und Sade beinhaltende Album erschien sowohl als kostenloser Download, als auch als auf 1000 Stück limitierte Hardcopy. Letztere verkaufte sich innerhalb von 24 Stunden.
Anschließend kündigte er sein Album Victory Lap an, das jedoch erst am 16. Februar 2018 erschien. In der Zwischenzeit veröffentlichte er als Statement zur US-Wahl 2016 die vielbeachtete Single FDT („Fuck Donald Trump“) mit YG. 2016 wurde er stiller Teilhaber der Marathon Agency, eines Wirtschaftsunternehmens, das Brands vermarktet. Am 17. Juni 2017 eröffnete er als Filiale das Bekleidungsgeschäft Marathon Clothing.
2018 erschien schließlich sein Debütalbum Victory Lap, das Platz 4 der US-Billboard 200 erreichte. Das Album wurde für einen Grammy in der Kategorie Best Rap Album nominiert.

## Tod
Am 31. März 2019 um 15:25 Uhr wurde Hussle auf dem Parkplatz seines Bekleidungsgeschäfts in South Los Angeles fünf Mal angeschossen. Er und zwei weitere Verletzte wurden in das örtliche Krankenhaus eingeliefert, wo um 15:55 Uhr sein Tod festgestellt wurde. Er wurde 33 Jahre alt. Der Täter wurde zwei Tage später festgenommen und wegen Mordes zu einer 60-jährigen Freiheitsstrafe verurteilt. Obwohl Hussle früher selbst Teil einer Gang war, engagierte er sich bis zu seinem Tod gegen Ganggewalt.
Nipsey Hussle war in seinem Wohnort ein geschätztes Mitglied der Gesellschaft und engagierte sich sowohl als Arbeitgeber als auch als Spender. Beispielsweise vermietete er in seiner Nachbarschaft Büroflächen an Startups der oftmals benachteiligten Anwohner. Des Weiteren unterstützte er seine alte Grundschule mit Geld- und Sachspenden. Außerdem engagierte er sich gegen Gentrifizierung und förderte Kunstprojekte. Sein Tod wurde von vielen Kollegen wie ASAP Rocky, Talib Kweli, Gucci Mane, 21 Savage, Snoop Dogg, YG, The Game und Rihanna mit Bestürzung zur Kenntnis genommen.
Posthum wurde er bei den Grammy Awards 2020 in drei Rap-Kategorien nominiert und für Racks in the Middle als bester Rap-Darbietung sowie Higher als beste Rap-Kollaboration (mit DJ Khaled und John Legend) ausgezeichnet.

## Diskografie (Auswahl)

### Studioalben
| Jahr | Titel       | Höchstplatzierung, Gesamtwochen, AuszeichnungChartplatzierungen (Jahr, Titel, Platzierungen, Wochen, Auszeichnungen, Anmerkungen) | Höchstplatzierung, Gesamtwochen, AuszeichnungChartplatzierungen (Jahr, Titel, Platzierungen, Wochen, Auszeichnungen, Anmerkungen) | Anmerkungen                            |
| Jahr | Titel       | UK | US | Anmerkungen                            |
| ---- | ----------- | --- | --- | -------------------------------------- |
| 2018 | Victory Lap | UK56 (4 Wo.)UK | US2 ×2Doppelplatin · (98 Wo.)US                                                                                                   | Erstveröffentlichung: 16. Februar 2018 |

### Mixtapes
| Jahr | Titel         | Höchstplatzierung, Gesamtwochen, AuszeichnungChartsChartplatzierungen (Jahr, Titel, Platzierungen, Wochen, Auszeichnungen, Anmerkungen) | Anmerkungen                             |
| Jahr | Titel         | US | Anmerkungen                             |
| ---- | ------------- | --- | --------------------------------------- |
| 2010 | The Marathon  | US179 (1 Wo.)US | Erstveröffentlichung: 21. Dezember 2010 |
| 2013 | Crenshaw      | US63 (3 Wo.)US | Erstveröffentlichung: 8. Oktober 2013   |
| 2014 | Mailbox Money | US192 (1 Wo.)US | Erstveröffentlichung: 31. Dezember 2014 |
| 2016 | Slauson Boy 2 | US104 (3 Wo.)US | Erstveröffentlichung: 15. August 2016   |

Weitere Mixtapes
- 2005: Slauson Boy Vol. 1 (Slauson Boy Records)
- 2008: Bullets Ain’t Got No Name Vol. 1 (All Money In No Money Out, Datpiff)
- 2008: Bullets Ain’t Got No Name Vol. 2 (All Money In No Money Out, Datpiff)
- 2008: Bullets Ain’t Got No Name Vol. 3 (All Money In No Money Out, Datpiff)
- 2010: The Marathon Continues (All Money In No Money Out)
- 2012: Raw (zusammen mit Blanco, Guerilla Entertainment)
- 2012: TMR (The Marathon Remixes) (zusammen mit Slash Major, Datpiff)
- 2012: The Marathon Continues: X-Tra Laps (Datpiff)
- 2017: No Pressure (mit Bino Rideaux, All Money In No Money Out)

### Singles als Leadmusiker
| Jahr | Titel Album                                                        | Höchstplatzierung, Gesamtwochen, AuszeichnungChartplatzierungen (Jahr, Titel, Album, Platzierungen, Wochen, Auszeichnungen, Anmerkungen) | Höchstplatzierung, Gesamtwochen, AuszeichnungChartplatzierungen (Jahr, Titel, Album, Platzierungen, Wochen, Auszeichnungen, Anmerkungen) | Anmerkungen                                                                              |
| Jahr | Titel Album                                                        | UK | US | Anmerkungen                                                                              |
| --- | ------------------------------------------------------------------ | --- | --- | ---------------------------------------------------------------------------------------- |
| 2018 | Last Time That I Checc’d Victory Lap                               | — | US76 Platin · (3 Wo.)US | Erstveröffentlichung: 18. Januar 2018 feat. YG                                           |
| 2018 | Dedication Victory Lap                                             | — | US93 Platin · (2 Wo.)US | Erstveröffentlichung: 13. Februar 2018 feat. Kendrick Lamar                              |
| 2019 | Racks in the Middle –                                              | UK59 Silber · (2 Wo.)UK | US26 Platin · (11 Wo.)US | Erstveröffentlichung: 15. Februar 2019 feat. Roddy Ricch & Hit-Boy Grammy (Rap, posthum) |
| Folgende Lieder erschienen nicht als Single, wurden aber durch das Album zum Download und Streaming bereitgestellt und konnten somit eine Platzierung erlangen: |                                                                    | | |                                                                                          |
| |                                                                    | | |                                                                                          |
| 2019 | Double Up Victory Lap                                              | — | US65 ×3Dreifachplatin · (3 Wo.)US | feat. Belly & Dom Kennedy                                                                |
| 2019 | Victory Lap                                                        | — | US100 Platin · (1 Wo.)US | feat. Stacy Barthe                                                                       |
| 2021 | What It Feels Like Judas and the Black Messiah: The Inspired Album | — | US51 (1 Wo.)US | Charteinstieg: 27. Februar 2021 mit Jay-Z                                                |

Weitere Singles
- 2008: Hussle in the House (Epic Records)
- 2012: Proud of That (zusammen mit Rick Ross, All Money In No Money Out)
- 2017: Rap Niggas (US: Platin)

### Singles als Gastmusiker
| Jahr | Titel Album                   | Höchstplatzierung, Gesamtwochen, AuszeichnungChartplatzierungen (Jahr, Titel, Album, Platzierungen, Wochen, Auszeichnungen, Anmerkungen) | Höchstplatzierung, Gesamtwochen, AuszeichnungChartplatzierungen (Jahr, Titel, Album, Platzierungen, Wochen, Auszeichnungen, Anmerkungen) | Anmerkungen                                                                                 |
| Jahr | Titel Album                   | UK | US | Anmerkungen                                                                                 |
| ---- | ----------------------------- | --- | --- | ------------------------------------------------------------------------------------------- |
| 2012 | Snitches Ain’t … Just Re’d Up | — | US100 (1 Wo.)US | Erstveröffentlichung: 1. Januar 2012 YG feat. Tyga, Snoop Dogg & Nipsey Hussle              |
| 2019 | Higher Father of Asahd        | UK43 (1 Wo.)UK | US21 Gold · (2 Wo.)US | Erstveröffentlichung: 10. Mai 2019 DJ Khaled feat. Nipsey Hussle & John Legend Grammy (Rap) |
| 2020 | Deep Reverence Detroit 2      | — | US82 Gold · (1 Wo.)US | Erstveröffentlichung: 25. August 2020 Big Sean feat. Nipsey Hussle                          |

Weitere Gastbeiträge
- 2012: YG – #Grindmode (feat. 2 Chainz)
- 2012: DJ Drama – Never Die (feat. Jadakiss, Cee-lo und Young Jeezy)
- 2013: YG – You Broke (US: Gold)
- 2014: DJ Mustard – No Reason (feat. YG, Jeezy & RJ)
- 2014: DJ Mustard – Low Low (feat. Tee Cee & RJ)
- 2016: YG – FDT

## Auszeichnungen für Musikverkäufe
| Goldene Schallplatte - Neuseeland - 2022: für das Album Victory Lap - Vereinigte Staaten - 2023: für das Lied Right Hand 2 God - 2023: für das Lied Status Symbol 3 - 2023: für das Lied Young Nigga - 2023: für das Lied Keez 2 The City 2 - 2023: für das Lied Real Big Platin-Schallplatte - Kanada - 2020: für die Single Racks in the Middle - Vereinigte Staaten - 2023: für das Lied Blue Laces 2 | 2× Platin-Schallplatte - Vereinigte Staaten - 2023: für das Lied Grinding All My Life - 2023: für das Lied Hussle & Motivate |

Anmerkung: Auszeichnungen in Ländern aus den Charttabellen bzw. Chartboxen sind in ebendiesen zu finden.
| Land/RegionAuszeichnungen für Musikverkäufe (Land/Region, Auszeichnungen, Verkäufe, Quellen) | Silber  | Gold     | Platin       | Verkäufe   | Quellen          |
| -------------------------------------------------------------------------------------------- | ------- | -------- | ------------ | ---------- | ---------------- |
| Kanada (MC)                                                                                  | —       | —        | Platin1      | 80.000     | musiccanada.com  |
| Neuseeland (RMNZ)                                                                            | —       | Gold1    | —            | 7.500      | radioscope.co.nz |
| Vereinigte Staaten (RIAA)                                                                    | —       | 8× Gold8 | 15× Platin15 | 19.000.000 | riaa.com         |
| Vereinigtes Königreich (BPI)                                                                 | Silber1 | —        | —            | 200.000    | bpi.co.uk        |
| Insgesamt                                                                                    | Silber1 | 9× Gold9 | 16× Platin16 |            |                  |